# Moramanga Suburbaine
Moramanga Suburbaine est une commune urbaine malgache située dans la partie centre-sud-ouest de la région d'Alaotra-Mangoro.